# Златогорье 2
| Русскоязычные издания | Русскоязычные издания |
| Издание               | Оценка                |
| --------------------- | --------------------- |
| Absolute Games        | 21 %                  |
| PlayGround.ru         | 8,0/10                |
| «Домашний ПК»         | [ 3 ]                 |
| «Игромания»           | 7,0/10                |

Златогорье 2 — компьютерная игра в жанре пошаговой RPG. Разработана компанией Burut CT и выпущена 10 сентября 2003 года.
Игра берет за основу славянскую мифологию, что выражено в персонажах данной игры, мифических существах, населяющих игровой мир, и школах магии, каждая из которых имеет своего покровителя, бога славянской мифологии.

## Сюжет
Почти 300 лет прошло с тех пор, когда орды нечисти под предводительством злого божества Драх-Шу, были повержены, и истерзанная земля Златогорья обрела, наконец, покой. Жизнь после этого в стране Золотых Гор стала еще лучше: тучные стада паслись на зеленых пастбищах, колосились бескрайние хлебные нивы, и люди начали постепенно забывать ужас былых времен. Великие Герои, повергшие земное воплощение Драх-Шу, были канонизированы, их деяния обожествлялись, а Культ Героев овладел умами и душами людей. Жители Златогорья отвернулись от своих небесных защитников, Светлых Богов, надеясь только лишь на себя самих. Казалось, ничто больше не потревожит покой Златогорья, а безоблачные годы, прошедшие с момента падения Драх-Шу, заставляли людей думать, что подобная жизнь будет длиться вечно. Поэтому никто не придал значения тому, что нежить, выползшая из своих нор, заполнила долину, а голод, болезни и войны вновь принялись пожинать свою обильную жатву. Лишь Верховный Жрец Культа Героев ведал, что триста лет назад именно эти знаки возвестили миру о скором пришествии вселявшего ужас в сердца людей Драх-Шу.
Игрок, как один из послушников Храма Истинных Героев, посылается Главным Жрецом Храма на выяснение тех обстоятельств, причин, которые повлекли за собой негативные события, происходящие сейчас в Златогорье. Вместе с ним на поиски отправляют еще трех героев — Гертрангера, Молчуна и Сигура, которые без вести пропадают. Игроку никто не будет прямо и явно указывать, что следует делать, потому, как никто толком ничего не знает.

## Ролевая система
В игре отсутствует четкое разделение на классы, таким образом каждый игрок имеет возможность создавать собственного уникального персонажа, обладающего различными умениями, предпочтениями в выборе оружия и магической Школы. Развитие героя построено на получении опыта, который возрастает в результате совершения определенных действий, например, выполнение квестов или убийство врагов. При достижении определенного значения опыта, герой получает новый уровень, а вместе с ним некоторое количество очков опыта для изменения первичных характеристик (всего их 7) и очков распределения для навыков (всего их 27, разделенных по 9 навыков на три принадлежности — воин, маг, следопыт). Вторичные характеристики зависят как от величины первичных так и от уровня соответствующих навыков.

## Славяне и славянская мифология
Игра во многом опиралась на реальные исторические данные, вероучения славян. Некоторые из игровых объектов существуют в действительности:
- город Мармарис в Марвии и аналогичный Мармарис в Турции
- город Светлоград в Златогорье и город Светлоград в России (Ставропольский край)
- Рипейские горы, которые нужно преодолеть, чтобы попасть в Марвию — горы Кавказа.

Боги, как и многие существа игрового бестиария, существовали в славянской мифологии. Помимо этого, некоторые имена аналогичны славянским героям (например, Святогор).